# Milorad
Milorad ist ein slawischer männlicher Vorname. 

## Herkunft und Bedeutung
Milorad leitet sich von altslawisch „milo“ (lieb, teuer) und „rad“ (glücklich) ab. Eine Verkleinerungsform des Namens ist Rade.

## Namensträger
- Milorad Blagojevich (* 1956), US-amerikanischer Politiker
- Milorad Čavić (* 1984), serbisch-amerikanischer Schwimmer
- Milorad Dodik (* 1959), Politiker aus Bosnien und Herzegowina
- Milorad Ekmečić (1928–2015), jugoslawischer bzw. serbischer Historiker
- Milorad Jovanović (Sänger) (1897–1966), jugoslawischer Opernsänger (Bassbariton) und Musikpädagoge
- Milorad Kapur (* 1991), serbischer Volleyballspieler
- Milorad Karalić (* 1946), jugoslawisch-serbischer Handballspieler, Minister in Serbien
- Milorad Krivokapić (Wasserballspieler) (* 1956), jugoslawischer Wasserballspieler
- Milorad Krivokapić (Handballspieler) (* 1980), serbisch-ungarischer Handballspieler
- Milorad Krstić (* 1952), serbischer Maler, Grafiker und Fotograf
- Milorad Gajović (* 1974), montenegrinischer Boxer
- Milorad Mažić (* 1973), serbischer Fußballschiedsrichter
- Milorad Milutinović (1935–2015), jugoslawischer Fußballspieler und -trainer
- Milorad Pavić (Autor) (1929–2009), serbischer Schriftsteller
- Milorad Pavić (Fußballtrainer) (1921–2005), jugoslawischer Fußballtrainer
- Milorad Peković (* 1977), montenegrinischer Fußballspieler
- Milorad Pilipović (* 1958), serbischer Fußballspieler und -trainer
- Milorad Popović (1979–2006), serbischer Fußballspieler
- Milorad B. Protić (1911–2001), jugoslawischer Astronom
- Milorad Reljić (* 1945), kroatischer Handballspieler und -trainer
- Milorad Stanulov (* 1953), jugoslawischer Ruderer
- Milorad Ulemek (* 1968), serbischer Soldat und Attentäter